# بيرايوس (مقاطعة)
بيرايوس هي مقاطعة سابقة في اليونان، وهي جزء من إقليم أتيكا. ألغيت المحافظة كجزء من إصلاح حكومة كالكراتيس عام 2011، وتم تقسيم أراضيها إلى وحدتين إقليميتين: الجزر وبيرايوس.